# Кривая Бринга
Кривая Бринга (также называемая поверхностью Бринга) — кривая, задаваемая выражением
{\displaystyle v+w+x+y+z=v^{2}+w^{2}+x^{2}+y^{2}+z^{2}=v^{3}+w^{3}+x^{3}+y^{3}+z^{3}=0.}

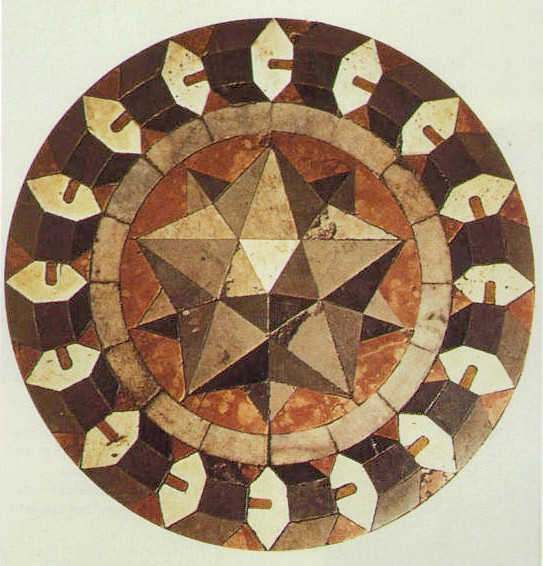
Ранний рисунок кривой Бринга в виде мозаики на полу, созданной Паоло Уччелло, 1430

Название кривой дал Кляйн по имени Эрланда Самуэля Бринга, который изучал похожую конструкцию в 1786 году в тезисах диссертации, представленной в Лундском университете.
Автоморфизмами кривой служит симметрическая группа S5 порядка 120, задаваемая перестановками 5 координат. Это максимально возможная группа автоморфизмов комплексной кривой 4-го рода. 
Кривая может быть реализована как тройное покрытие сферы, разветвлённое в 12 точках, и является римановой поверхностью, связанной с малым звёздчатым додекаэдром. Поверхность имеет 4 род. Полная группа симметрий (включая отражения) является прямым произведением {\displaystyle S_{5}\times \mathbb {Z} _{2}}, которое имеет порядок 240.

## Фундаментальная область и систола
Кривая Бринга может быть получена как поверхность Римана путём отождествления сторон гиперболического двадцатиугольника (см. фундаментальный многоугольник), его рисунок приведён справа. Двадцатиугольник (площади {\displaystyle 12\pi }, по формуле Гаусса — Бонне) может быть выложен с помощью 240 (2,4,5) треугольников. Действия, которые переносят один из этих треугольников в другой дают полную группу автоморфизмов поверхности (включая отражения). Если игнорировать отражения, получим 120 автоморфизмов, упомянутых выше. Заметим, что 120 меньше 252, максимального числа сохраняющих ориентацию автоморфизмов, возможных для поверхности рода 4 согласно теореме Гурвица об автоморфизмах. Поэтому поверхность Бринга не является поверхностью Гурвица. Это также говорит о том, что не существует поверхности Гурвица рода 4. 

Фундаментальный двадцатиугольник поверхности Бринга, дополненный отождествлениями сторон.

Полная группа симметрий имеет следующее представление:
{\displaystyle \langle r,\,s,\,t\,|\,r^{5}=s^{2}=t^{2}=rtrt=stst=(rs)^{4}=(sr^{3}sr^{2})^{2}=e\rangle },
где {\displaystyle e} есть тождественное действие, {\displaystyle r} является вращением порядка 5 вокруг центра фундаментального многоугольника, {\displaystyle s} является вращение порядка 2 в вершине, где 4 (2,4,5) треугольника встречаются в мозаике, а {\displaystyle t} является отражение относительно вещественной оси. Исходя из этого представления информация о линейном представлении группы симметрии поверхности Бринга может быть вычислено с помощью GAP. В частности, группа имеет четыре одномерных, четыре четырёхмерных, четыре пятимерных и два шестимерных неприводимых представления и мы имеем
{\displaystyle 4(1^{2})+4(4^{2})+4(5^{2})+2(6^{2})=4+64+100+72=240}
как и ожидалось.
Систола поверхности имеет длину
{\displaystyle 12\sinh ^{-1}\left({\tfrac {1}{2}}{\sqrt {{\tfrac {1}{2}}({\sqrt {5}}-1)}}\right)\approx 4{,}60318.}
Аналогично квартике Клейна поверхность Бринга не максимизирует длину систолы среди компактных римановых поверхностей в своей топологической категории (то есть среди поверхностей, имеющих тот же род), несмотря на максимизацию размера группы автоморфизмов. Систола (по видимому) максимизируется поверхностью, обозначенной как M4 в статье Шмутца. Длина систолы M4 равна
{\displaystyle 2\cosh ^{-1}\left({\tfrac {1}{2}}(5+3{\sqrt {3}})\right)\approx 4{,}6245,}
и имеет кратность 36.

## Спектральная теория
Мало что известно о спектре поверхности Бринга, однако это направление исследований представляет интерес. Поверхность Больцы и квартика Кляйна имеют наибольшие группы симметрии среди компактных римановых поверхностей отрицательной кривизны рода 2 и 3 соответственно, а тогда была высказана гипотеза что они максимизируют первое положительное собственное значение в спектре лапласиана. Имеется сильное числовое свидетельство в поддержку этой гипотезы, в частности, в случае поверхности Больцы, хотя строгое доказательство остаётся открытой проблемой. Согласно этому можно обоснованно высказать гипотезу, что поверхность Бринга максимирует первое положительное собственное значение оператора Лапласа (среди поверхностей в топологическом классе).